# Под огнём (фильм, 1998)
«Под огнём» (англ. Point Blank) — кинофильм 1998 года, боевик, главные роли в котором исполнили Микки Рурк и Дэнни Трехо.

## Сюжет
Признанный виновным корпоративный преступник Говард разрабатывает план побега из тюрьмы. Беглецы штурмуют торговый центр и берут группу покупателей в заложники (после убийства ещё многих из них). Только Руди (Микки Рурк), бывший боец спецназа и брат одного из беглецов, может остановить преступников прежде, чем появятся новые жертвы.